# Game Boy Micro
Game Boy Micro  (được cách điệu thành GAME BOY micro) là một máy chơi trò chơi điện tử cầm tay do Nintendo phát triển và sản xuất. Nó được phát hành lần đầu tiên vào tháng 9 năm 2005 như một bản thiết kế lại nhỏ hơn, nhẹ hơn của Game Boy Advance. Hệ máy này là hệ máy cuối cùng trong Dòng Game Boy, cùng vớimẫu AGS-101 của Game Boy Advance SP. Không giống như các phiên bản tiền nhiệm, Game Boy Micro thiếu khả năng tương thích ngược cho các trò chơi Game Boy và Game Boy Color.

## Lịch sử
Theo phó chủ tịch Nintendo của Mỹ George Harrison, ý tưởng về một phiên bản nhỏ hơn của Game Boy đã được thảo luận lần đầu tiên vào năm 2004. Harrison giải thích rằng không giống như quy trình phát triển máy truyền thống, Nintendo luôn nghĩ về những ý tưởng mới cho Game Boy, mô tả nó như là một "quá trình phát minh liên tục". Được phát triển dưới tên mã "Oxy",  công ty đã thử nhiều cách để xem họ có thể tạo ra Game Boy nhỏ như thế nào, chọn một vỏ kim loại, theo chủ tịch của Nintendo Co. Ltd, Iwata Satoru, là "khác thường đối với Nintendo ".
Game Boy Micro được công bố bởi phó chủ tịch bán hàng và tiếp thị của Nintendo, Mỹ, Reggie Fils-Aimé, tại cuộc họp báo của Electronic Entertainment Expo vào ngày 17 tháng 5 năm 2005. Máy được phát hành tại Nhật Bản vào 13 tháng 9 13, 2005 và ở Bắc Mỹ vào ngày 19 tháng 9 năm 2005. Tiếp theo là ở châu Âu vào ngày 4 tháng 11 năm 2005 và Úc vào ngày 3 tháng 11 năm 2005. Tại Trung Quốc máy có tên iQue Game Boy Micro vào ngày 1 tháng 10 năm 2005, và sau đó được phát hành tại Hàn Quốc vào ngày 9 tháng 11 năm 2005.

## Thiết kế và thông số kỹ thuật

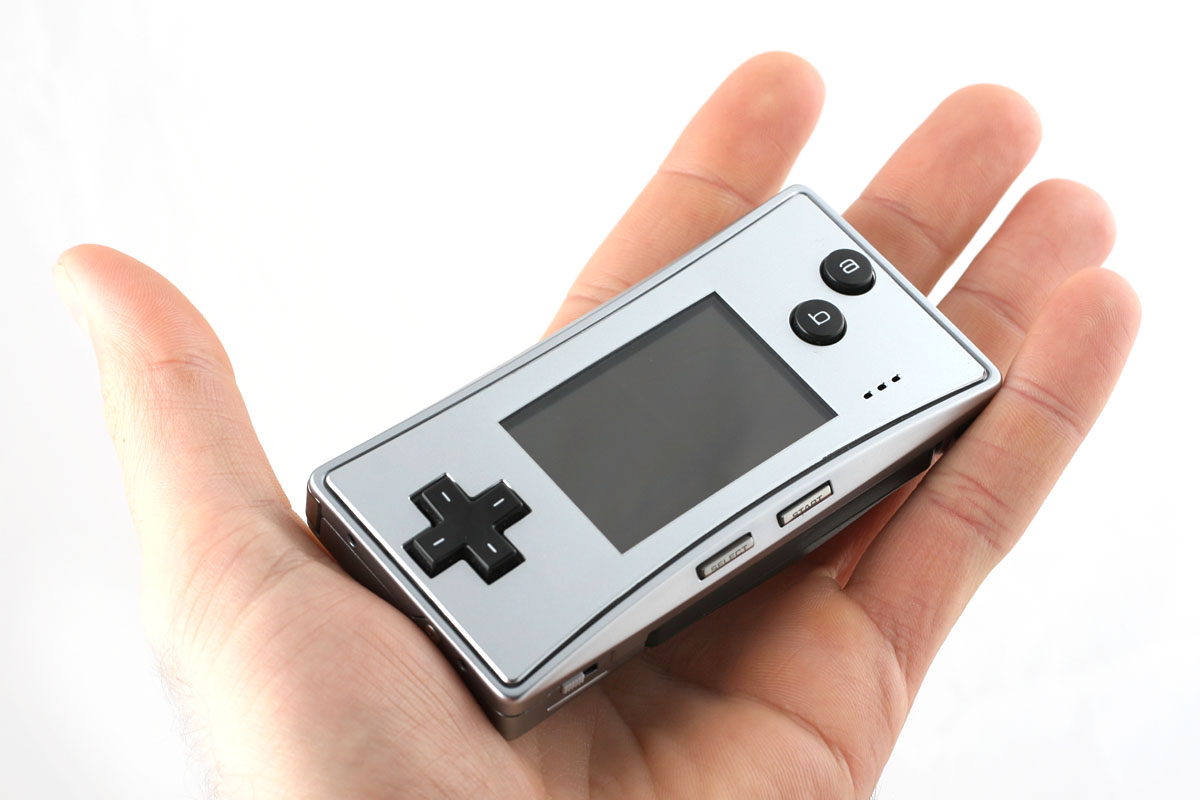
Mặt điều khiển có thiết kế tương tự như các hệ máy Nintendo DS Lite và Nintendo 3DS sau này

Game Boy Micro vẫn giữ một số chức năng của Game Boy Advance SP, nhưng với kiểu dáng nhỏ gọn hơn. Máy không thể chơi các trò chơi Game Boy và Game Boy Color gốc do thay đổi thiết kế. Mặc dù máy vẫn có bộ xử lý LR35902 và phần cứng đồ họa để chạy các trò chơi từ các máy Game Boy cũ hơn, nhưng nó thiếu phần cứng bên trong khác cần thiết để tương thích ngược. Máy không tương thích với Nintendo e-Reader và các thiết bị ngoại vi khác do các vấn đề thiết kế tương tự. Ngoài ra, máy có một màn hình có đèn nền với khả năng điều chỉnh độ sáng. Hình dạng thuôn dài, tương tự như kiểu dáng của bộ tay cầm điều khiển Nintendo Entertainment System.
Game Boy Micro có vỏ trang trí có thể tháo rời, được gọi là tấm mặt nạ. Các thiết kế với các mặt nạ đặc biệt đã được bán như một tính năng tùy biến. Mặt nạ cho Micro được làm bằng cách sử dụng trang trí trong khuôn.
- Kích thước: 50×101×17.2 mm (2×4×0.7 in)
- Cân nặng: 80 g (2.8 oz)
- Bộ xử lý: 32-bit 16.8 Bộ xử lý ARM MHz (ARM7TDMI)
- Màu sắc vỏ: khác nhau
- Màn hình: 51 mm / 2 inch, đèn nền với độ sáng có thể điều chỉnh.
- Độ phân giải: 240 × 160 pixel
- Tốc độ khung hình: 60 Hz[10]
- Màu sắc: 512 (chế độ ô ký tự) hoặc 32.768 (chế độ bitmap)
- Pin: pin lithium-ion có thể sạc lại được tích hợp, thời lượng pin lên đến 5 giờ với độ sáng và âm thanh cao nhất hoặc 8 giờ với cả hai tính năng mặc định
- Tai nghe: giắc cắm tai nghe 3,5mm tiêu chuẩn [11]

Game Boy Micro có công tắc hai chiều ở cạnh phải để điều chỉnh âm lượng. Bằng cách giữ nút vai L, công tắc cũng có thể được sử dụng để điều chỉnh đèn nền giữa năm mức độ sáng.

### Phần mềm và phần cứng
Game Boy Micro tương thích vớitrò chơi Game Boy Advance, bao gồm băng Game Boy Advance Video.
Các trò chơi / phụ kiện sau không tương thích với Game Boy Micro:10:
- Trò chơi Game Boy
- Trò chơi Game Boy Color
- Cáp Game Boy hoặc Game Boy Advance Game Link
- Bộ điều hợp không dây Game Boy Advance
- Game Boy Advance e-Reader
- Cáp Nintendo GameCube - Game Boy Advance
- Máy in Game Boy
- Máy ảnh Game Boy

Trong khi cáp Game Boy hoặc Game Boy Advance Game và Bộ điều hợp không dây Game Boy Advance không tương thích với Game Boy Micro, bộ điều hợp và bộ điều hợp không dây tương thích Game Boy Micro lại được phát hành riêng. :18 Nintendo cũng đã thiết kế lại bộ chuyển đổi nhạc / video Play-Yan của họ để phù hợp hơn với Game Boy Micro. Thiết bị này có thể phát các tệp MP3 và video kỹ thuật số từ thẻ SD.
Cũng như Game Boy Advance và Game Boy Advance SP, không có khóa khu vực trên phần mềm, vì vậy các trò chơi ở Bắc Mỹ có thể được chơi trên phần cứng của Nhật Bản hoặc châu Âu và ngược lại.

## Đóng gói
Tại Nhật Bản, Game Boy Micro được phát hành với bốn màu cơ bản khác nhau: đen, xanh, tím và bạc. Bản giới hạn cũng phát hành khi vừa ra mắt, dựa trên tay cầm phiên bản Nhật của Nintendo Entertainment System, Famicom. Vào tháng 10 năm 2005, Square Enix tuyên bố họ sẽ phát hành một tấm mặt nạ đặc biệt, với tác phẩm nghệ thuật của Yoshitaka Amano, để quảng bá việc phát hành lại Final Fantasy IV trên Game Boy Advance. Vào ngày 17 tháng 11 năm 2005, Nintendo đã phát hành phiên bản Pokemon tại Nhật Bản, nổi bật với một chiếc Micro màu đỏ với một tấm mặt nạ màu đen có hình bóng của Pikachu. Một phiên bản đặc biệt khác của Micro được phát hành vào ngày 20 tháng 4 năm 2006, bao gồm Mother 3 với máy Micro màu đỏ và một tấm mặt nạ cùng chủ đề.

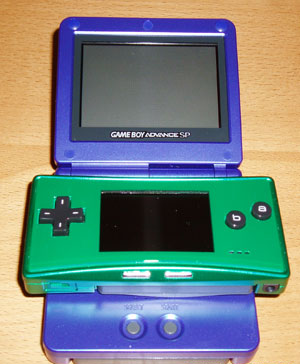
So sánh kích thước của Game Boy Micro và Game Boy Advance SP.

Tại Mỹ và Canada, Game Boy Micro ra mắt với hai lựa chọn màu sắc thông thường, mỗi loại được bán với ba mặt nạ có thể hoán đổi cho nhau bao gồm: mặt bạc với màu đen, "Ammonite" và "Ladybug"; và màu đen với các mặt bạc, "Flame" và "Camouflage". Phiên bản "20th Anniversary" được phát hành vào ngày 4 tháng 12 năm 2005, đây là phiên bản lấy cảm hứng từ bộ tay cầm điều khiển Famicom được phát hành tại Nhật Bản.
Ở châu Âu, Game Boy Micro có sẵn bốn màu khác nhau, với một mặt phù hợp: bạc, xanh lá cây, xanh dương và hồng. Game Boy Micro được bán tại Úc có cùng màu (trừ Màu xanh lá cây được thay thế bằng màu đỏ) như Châu Âu.
Theo báo cáo, không có kế hoạch bán thêm các mặt nạ tại các địa điểm bán lẻ ở Mỹ (như được nêu trong trang thư trong số 200 của Nintendo Power) hoặc Anh. Nintendo of Europe không thể cung cấp các mặt nạ thay thế dưới bất kỳ hình thức nào và tính năng này được bỏ qua trong tiếp thị, đóng gói và hướng dẫn sử dụng sản phẩm ở Châu Âu. Tuy nhiên, một số bên thứ ba đã sản xuất các mặt hàng như vậy để bán ở Mỹ và châu Âu, và một số nhà nhập khẩu cổ phiếu mua lại từ Nhật Bản. Nintendo của Mỹ bán một số mặt nạ cá nhân trực tuyến.

## Màu sắc máy
Game Boy Micro có nhiều màu sắc và các phiên bản giới hạn.
- Màu đen (bao gồm bạc, xanh lính và mặt nạ ánh lửa)
- Bạc (bao gồm các mặt năng lượng màu đen, hoa và xanh lam)
- Màu xanh lá cây (chỉ ở Châu Âu)
- Màu xanh lam (chỉ Châu Âu và Nhật Bản)
- Màu hồng (chỉ ở Châu Âu)
- Màu đỏ (chỉ ở Úc)
- Oải hương (chỉ Nhật Bản)
- Phiên bản kỷ niệm 20 năm Famicom
- Final Fantasy IV
- Lite Blue (chỉ Nhật Bản)
- Mother 3 (Đỏ)

## Phát hành và bán hàng
| Ngày       | Nhật Bản   | Châu mỹ    | Khác       | Toàn bộ    |
| ---------- | ---------- | ---------- | ---------- | ---------- |
| 2005-09-30 | 0,41 triệu | 0,29 triệu | 0          | 0,70 triệu |
| 2005-12-31 | 0,57 triệu | 0,47 triệu | 0,78 triệu | 1,82 triệu |
| 2006-03-31 | 0,58 triệu | 0,47 triệu | 0,79 triệu | 1,83 triệu |
| 2006-06-30 | 0,59 triệu | 0,47 triệu | 0,80 triệu | 1,86 triệu |
| 2006-09-30 | 0,59 triệu | 0,47 triệu | 0,80 triệu | 1,87 triệu |
| 2006-12-31 | 0,60 triệu | 0,96 triệu | 0,85 triệu | 2,40 triệu |
| 2007-03-31 | 0,61 triệu | 0,95 triệu | 0,87 triệu | 2,42 triệu |

- Game Boy Micro đã bán được hơn 170.000 máy trong những ngày đầu tiên xuất hiện tại Nhật Bản.[35]
- Bản phát hành Bắc Mỹ đã thu hút một số lời phê bình; với bản phát hành chính thức vào ngày 19 tháng 9 năm 2005, nhiều cửa hàng chỉ đơn giản bỏ qua nó, một số trì hoãn cho đến ngày 26 tháng 9 năm 2005 hoặc muộn nhất là vào ngày 30 tháng 9 năm 2005.
- Theo bản báo cáo thu nhập quý 1 năm 2007 của Nintendo, 2,42 triệu máy Game Boy Micro đã được bán trên toàn thế giới tính đến ngày 31 tháng 3 năm 2007, bao gồm 610.000 máy tại Nhật Bản, 950.000  ở Châu Mỹ và 870.000 ở các lãnh thổ khác như Châu Âu và Châu Đại Dương.[33]
- Tính đến ngày 30 tháng 7 năm 2007, Game Boy Micro đã bán được 2,5 triệu máy, theo GamePro. Nó được xếp hạng 8 trong "10 thiết bị cầm tay bán chạy nhất mọi thời đại" của họ.[36]
- Nói chung, Game Boy Micro không bán chạy và không đạt được mục tiêu.

Iwata Satoru tuyên bố việc tiếp thị Nintendo DS có thể đã làm tổn thương Micro trên thương trường và thừa nhận rằng doanh số Game Boy Micro không đáp ứng được kỳ vọng của Nintendo.

### Lịch sử giá
Hệ máy đã bán lẻ với giá US$99, so với 79 đô la Mỹ cho Game Boy Advance SP. Hệ máy này ban đầu có sẵn màu đen và bạc, và phiên bản kỷ niệm 20 năm màu đỏ sau đó đã được phát hành để kỷ niệm 20 năm của Nintendo Entertainment System.

## Tiếp nhận

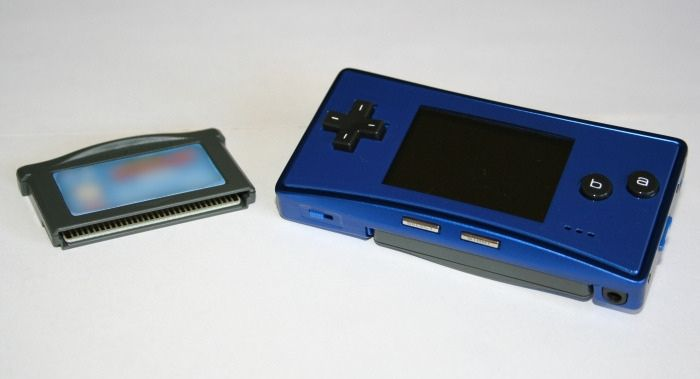
Một Game Boy Micro màu xanh bên cạnh băng Game Boy Advance.

Màn hình có đèn nền của Game Boy Micro, vượt trội so với mẫu Game Boy Advance SP gốc AGS-001 (đèn trước), một phiên bản sau này, AGS-101, đã thêm một màn hình chất lượng cao tương tự SP), đã được khen ngợi vì tầm nhìn. Do cường độ chấm nhỏ hơn, màn hình sáng hơn và có thể điều chỉnh độ sáng. Các chấm nhỏ hơn cũng đã cải thiện độ sắc nét rõ ràng của màn hình.
Màn hình đèn nền của Game Boy Micro, vượt trội hơn so với kiểu máy Game Boy Advance SP AGS-001 (đèn nền) ban đầu (phiên bản sửa lại sau này, AGS-101, đã thêm một màn hình chất lượng cao tương tự vào hệ thống SP), đã được đánh giá cao về khả năng hiển thị.  Do dot pitch mịn hơn, màn hình sáng đều hơn và độ sáng có thể điều chỉnh được. Khoảng cách điểm nhỏ hơn cũng đã cải thiện độ sắc nét rõ ràng của màn hình.
Các tấm mặt nạ có thể tháo rời cũng đã được khen ngợi vì chúng cho phép cá nhân hóa và bảo vệ màn hình độ phân giải cao bị ngược sáng.